# 宗谷本線
宗谷本線（そうやほんせん）は、北海道旭川市の旭川駅から名寄市の名寄駅を経て、稚内市の稚内駅を結ぶ北海道旅客鉄道（JR北海道）の鉄道路線（地方交通線）である。
旭川市から上川管内北部・宗谷管内と道北地方を縦断し、北方領土を除く日本最北端の自治体である稚内市に至る全長259.4 km の鉄道であり、地方交通線としては日本最長である。ほぼ全区間で起終点を同じくする国道40号と並行し、士別市から幌延町にかけては、天塩川の右岸を走行する。

## 概要
かつて、日本領土であった樺太（南樺太）への連絡鉄道として建設が進められ、終点の稚内から対岸の大泊（コルサコフ）への鉄道連絡船（稚泊航路）が第二次世界大戦終戦時の1945年8月まで就航していた。
また、沿線を流れる天塩川の舟運に代わり、各支線と合わせ道北各地で産出される木材や石炭等の鉱物、水産物を輸送する重要な貨物輸送路線としての使命も担った。このため、第二次世界大戦末期にあって、全国的に列車本数の削減が度々行われるなか、北海道内で最後まで急行列車が運行されていた。
ソ連対日参戦による南樺太占領で戦後は樺太連絡の使命を失い、合理化のため早くも1955年（昭和30年）から多くの普通列車が気動車化された。優等列車は1958年（昭和33年）10月1日に復活し、以降一貫して運転されている。
2000年（平成12年）3月11日には旭川駅 - 名寄駅間の高速化改良工事が完成したことから定期特急列車の運転が開始された。一方で、1995年（平成7年）9月4日までに天北線・深名線など接続する支線は全て廃線となった。
2010年代後半から沿線ではヒグマやエゾシカの出没が頻発。線路内に侵入した野生動物の発見、衝突により列車の遅れや運休が増加傾向を示した。特に、シカとの衝突件数は2018年から2023年までの6年間に平均数は464件（/年）に達し、単純計算で1日1件以上の衝突が発生する状況となっている。

## 歴史
1898年（明治31年）8月12日の旭川駅 - 永山駅間が北海道官設鉄道によって開業したのに始まり、1903年（明治36年）9月3日には名寄駅に到達。以降は官設鉄道によって建設が進められ、1922年（大正11年）11月1日に稚内駅（現在の南稚内駅）まで、浜頓別駅経由のルートで到達した。現在の幌延駅経由のルートは1922年（大正11年）11月8日から1926年（大正15年）9月25日にかけて天塩線（てしおせん）として建設されたもので、1930年（昭和5年）4月1日に宗谷本線に編入され、浜頓別経由のルートは北見線（後の天北線）として分離された。
幌延経由のルートは天塩川があるため難工事の箇所が多かったのに対し、浜頓別経由のルートは原野が広く拓殖計画の上でも有利であったことから、先に浜頓別経由ルート（後の天北線）が着工された。
しかし、実際には幌延経由の沿線に多くの御料小作人、単独移住民が住んでいた一方、浜頓別経由の沿線には移住民が少なく、代議士や大会社の未開の牧場だけだったため、鉄道の必要性は幌延経由ルートにあり、既定線として既に決まっていた。
ところが、憲政会と政友会の争いがあり、佐々友房、安達謙蔵（憲政会代議士）らが浜頓別経由の沿線に広大な土地を持っていて地盤を築いていたため、安達らが鉄道を個人的利益に悪用して（我田引鉄）、急きょ浜頓別経由ルートに変更された。後に幌延経由ルートも全線開業した。

### 北海道官設鉄道天塩線
- 1898年（明治31年）
  - 8月12日：北海道官設鉄道天塩線として、旭川（あさひかわ）駅 - 永山駅間が開業[10][14]。永山駅を開設[15][16]。
  - 11月25日：永山駅 - 蘭留駅間が延伸開業[10][14]。同区間に比布駅、蘭留駅を開設[15][16][17]。
- 1899年（明治32年）11月15日：蘭留駅 - 和寒駅間が延伸開業[10][14][16]。和寒駅を開設[15][16]。
- 1900年（明治33年）8月5日：和寒駅 - 士別駅間が延伸開業[10][14]。同区間に剣淵（けぬふち）駅、士別駅を開設[15][16][18]。
- 1903年（明治36年）9月3日：士別駅 - 名寄駅間が延伸開業[10][14]。同区間に多寄駅、風連駅、名寄駅を開設[15][16][19][20][21]。

### 官設鉄道移管から天塩線編入まで

#### 旭川駅 - 音威子府駅 - 浜頓別駅 - 稚内港駅間

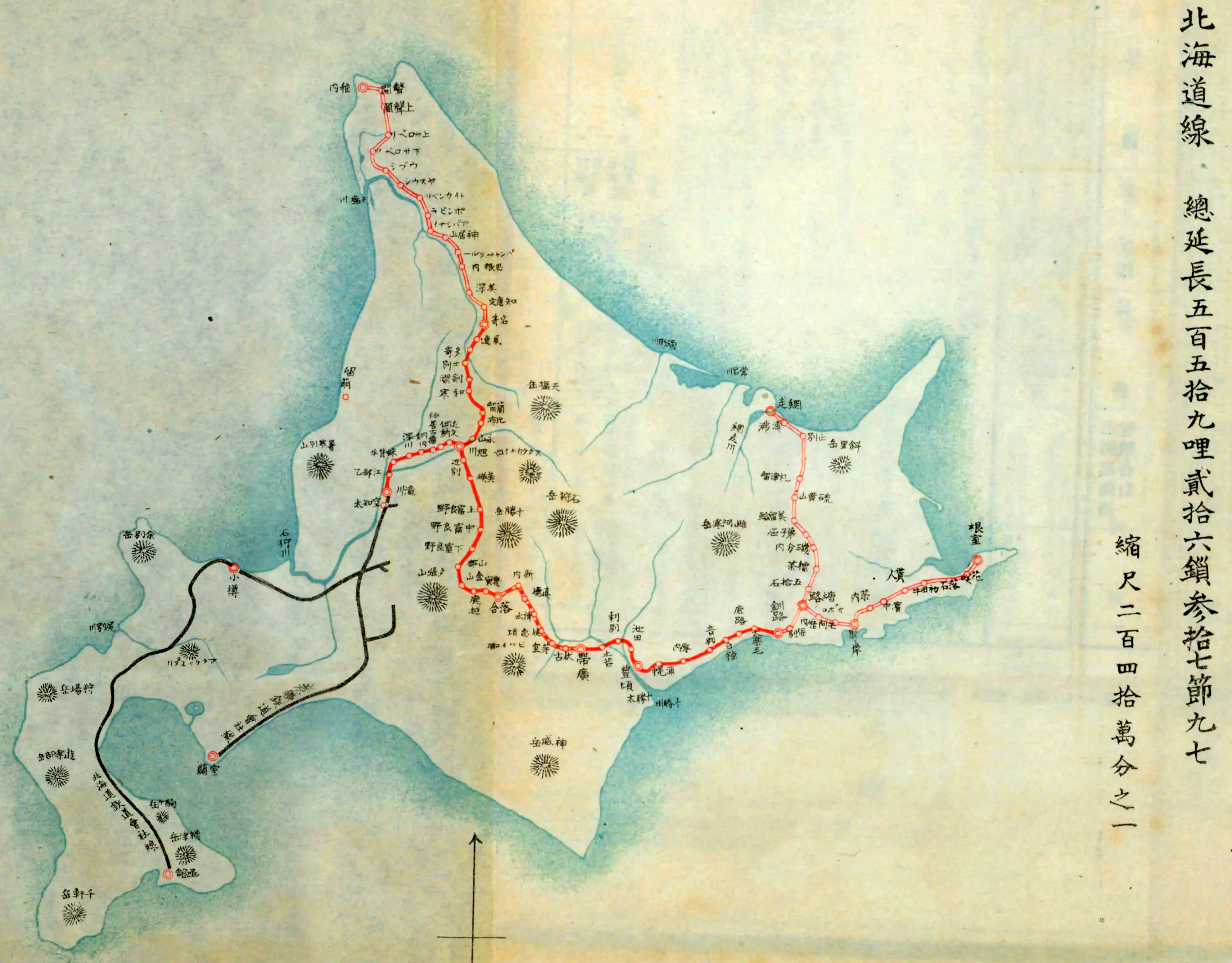
官営鉄道北海道線 1905年の地図

- 1905年（明治38年）4月1日：北海道官設鉄道天塩線が逓信省鉄道作業局（国有鉄道）に移管[17][16]。旭川駅、剣淵駅の読みをそれぞれ、「あさひがわ」、「けんぶち」[18]に変更。
- 1909年（明治42年）
  - 2月28日：蘭留駅 - 和寒駅間の塩狩峠（後の塩狩駅付近）に差し掛かった旅客列車の客車最後尾の連結器が外れ、客車が暴走しかける事故が発生し、職員1名が客車の下敷きとなり死亡[16]（三浦綾子の小説『塩狩峠』はこの事故を題材としている）。
  - 10月12日：国有鉄道線路名称制定に伴い、旭川駅 - 名寄駅間が天塩線（初代）となる[10][16][新聞 4]。
- 1911年（明治44年）11月3日：天塩線の名寄駅 - 恩根内駅間が延伸開業[10][8]。同区間に智恵文駅、美深（ぴうか）駅、紋穂内駅、恩根内駅を開設[15][16][19][20][21][22]。
- 1912年（大正元年）
  - 9月21日：旭川駅 - 恩根内駅間が天塩線から宗谷線（初代）に改称[10][14][16]。
  - 11月5日：宗谷線の恩根内駅 - 音威子府駅間が延伸開業[10][8]。同区間に咲来駅、音威子府駅を開設[15][16][19][20][21]。
- 1914年（大正3年）11月7日：国有鉄道宗谷線の音威子府駅 - 小頓別駅間が延伸開業[10][23]。同区間に上音威子府駅と小頓別駅[16][19][20][21][24]を開設。
- 1916年（大正5年）
  - 9月5日：蘭留駅 - 和寒駅間に塩狩信号所（有人）を開設[16]。
  - 10月1日：小頓別駅 - 中頓別駅間が延伸開業[10][23]。同区間に上頓別駅、敏音知駅、松音知駅、中頓別駅を開設[24][16][19][20][21]。
- 1918年（大正7年）8月25日：中頓別駅 - 浜頓別駅間が延伸開業[10][23]。同区間に下頓別駅、浜頓別駅を開設[24][16][19][20][21]。
- 1919年（大正8年）
  - 10月20日：旭川駅 - 音威子府駅 - 浜頓別駅間が宗谷線から宗谷本線（初代）に改称[10][8][23][16]。
  - 11月1日：浜頓別駅 - 浅茅野駅間が延伸開業[10][23]。同区間に山軽駅と浅茅野駅を開設[24][16][19][20][21]。
- 1920年（大正9年）11月1日：浅茅野駅 - 鬼志別駅間が延伸開業[10][23]。同区間に猿払駅、芦野駅、鬼志別駅を開設[24][16][19][20][21]。
- 1921年（大正10年）10月5日：旭川駅 - 音威子府駅 - 鬼志別駅間が宗谷本線から宗谷線（2代）に再改称[16]。
- 1922年（大正11年）
  - 4月1日：塩狩信号所が塩狩信号場に改称。
  - 11月1日：鬼志別駅 - 稚内駅（初代）間が延伸開業[10][23][16][新聞 3]。同区間に小石駅、曲淵駅、沼川駅、樺岡駅、幕別駅（後の恵北駅）、声問駅、稚内駅（初代）を開設[11][12][15][16][24][新聞 3]。
  - 11月4日：旭川駅 - 音威子府駅 - 浜頓別駅 - 稚内駅（初代）間が宗谷線から宗谷本線（2代）に再改称（以下特記ない限り2代を指す）。旭川駅 - 永山駅間に新旭川駅（しんあさひがわ）を開設[15][16][19][20][21]。
- 1923年（大正12年）5月1日：稚内駅（初代） - 大泊港駅間に稚泊航路を開設[23][16]。
- 1924年（大正13年）
  - 6月1日：名寄駅 - 智恵文駅間に智東駅を開設[15][22]。函館駅 - 稚内駅（初代）間の急行1・2列車の急行区間が従来の函館駅 - 滝川駅間から函館駅 - 名寄駅間に延長され[14]、当路線初の優等列車が運転開始。名寄駅 - 浜頓別駅 - 稚内駅（初代）間は引き続き普通列車として運転。
  - 11月25日：塩狩信号場が塩狩駅となる[15][16]。
- 1926年（大正15年）9月25日：天塩線（3代）の全通[10][8]に伴い、それまで浜頓別経由だった急行1・2列車を幌延経由に変更[8]。
- 1927年（昭和2年）9月1日：塩狩駅における貨物の取り扱いが開始。
- 1928年（昭和3年）12月26日：稚内駅（初代） - 稚内港駅間が延伸開業[10][8][19]。同区間に稚内港駅を開設[15][19]。

#### 音威子府駅 - 幌延駅 - 稚内駅（初代）間
- 1922年（大正11年）11月8日：国有鉄道天塩線（2代）の音威子府駅 - 誉平駅間が開業[10][8][12][11][16][19][20][21]。同区間に筬島駅、神路駅、佐久駅、誉平駅を開設[11][15][12]。
- 1923年（大正12年）11月10日：天塩線の誉平駅 - 問寒別駅間が延伸開業[10][11][8][12]。同区間に宇戸内駅と問寒別駅を開設[11][15][12]。
- 1924年（大正13年）6月25日：国有鉄道天塩北線の兜沼駅 - 稚内駅（初代）間が開業[10][8][12][16]。同区間に兜沼駅、勇知駅、抜海駅を開設[11][15][12][16]。これに伴い、音威子府駅 - 問寒別駅間を天塩線から天塩南線に線名改称[11][16]。
- 1925年（大正14年）7月20日：天塩南線の問寒別駅 - 幌延駅間が延伸開業[10][11][8][12]。同区間に雄信内駅、安牛駅、上幌延駅、幌延駅を開設[11][15][12][15][16][19][20][21]。
- 1926年（大正15年）9月25日：幌延駅 - 兜沼駅間が延伸開業[10][11][8][12]し、音威子府駅 - 幌延駅 - 稚内駅（初代）間が全通。天塩南線と天塩北線を統合し、天塩線（3代）に改称[11][8][16][19][20][21]。新設区間に下沼駅、豊富駅、徳満駅、芦川駅を開設[11][12][15][16][19][20][21][25]。それまで浜頓別経由だった急行1・2列車を幌延経由に変更[8]。また、夏季は全区間を急行列車として運転[26]。
- 1928年（昭和3年）9月10日：急行1・2列車が通年で全区間急行として運転開始[26]。

### 天塩線（3代）編入以後
以下、一部仮乗降場の名称について、出典では「乗降場」などとなっている場合があるが、表記は「仮乗降場」に統一する。
- 1930年（昭和5年）4月1日：以下のように変更[10][11][14][8][16][19][20][21][23]。なお、同日より距離表示をマイル（M）からメートルに変更。
  - 天塩線（3代）を宗谷本線に編入。旭川駅 - 幌延駅 - 稚内港駅間 (258.9 km) が宗谷本線となる。
    - 稚内駅（初代） - 稚内港駅間の営業距離を1.5 M（≒2.4 km）から1.2 kmに修正。

  - 音威子府駅 - 浜頓別駅 - 稚内駅（初代）間 (149.9 km) を宗谷本線から分離し、北見線（後の天北線）に改称。
- 1938年（昭和13年）10月1日：稚内桟橋駅を開設（稚内港駅構内の仮乗降場扱い）[19]。
- 1939年（昭和14年）2月1日：稚内駅（初代）が南稚内駅[10][27][19]、稚内港駅を稚内駅（2代目 以下特記ない限り2代目駅を指す）[10][27][19]に改称。
- 1945年（昭和20年）8月25日：稚泊航路運航停止。これに伴い、稚内桟橋駅も休止（実質的に廃止）[19][20]。
- 1946年（昭和21年）10月10日：恩根内駅 - 咲来駅間に豊清水仮乗降場を開設[19]。旅客のみ取り扱い。
- 1947年（昭和22年）12月（日不詳）：永山駅 - 比布駅間に北永山仮乗降場（局設定）を開設[19]。旅客のみ取り扱い。
- 1948年（昭和23年）6月（日不詳）：美深駅 - 紋穂内駅間に初野仮乗降場（局設定）を開設[19]。旅客のみ取り扱い。
- 1949年（昭和24年）6月1日：日本国有鉄道（国鉄）に移管。
- 1950年（昭和25年）1月15日：豊清水仮乗降場が一般駅に昇格して豊清水駅となり[15]、同駅における貨物・荷物の取り扱いが開始。
- 1951年（昭和26年）
  - 7月14日：美深駅の読みを「ぴうか」から「びふか」に変更。
  - 7月20日：誉平駅が天塩中川駅、宇戸内駅が歌内駅に改称[27][12]。
- 1952年（昭和27年）11月6日：南稚内駅、稚内駅が移転。これに伴い、抜海駅 - 南稚内駅 - 稚内駅間を改キロ (+0.5 km)[19]。
- 1955年（昭和30年）
  - 12月1日：名寄駅 - 智恵文駅間に日進仮乗降場を開設[28]。
  - 12月2日：以下の仮乗降場を開設（西永山・琴平を除き局設定）[12][16][19][20][21][22][25]。
    - 西永山（新旭川駅 - 永山駅間）、南比布（北永山仮乗降場 - 比布駅間）、北比布（比布駅 - 蘭留駅間）、下士別（士別駅 - 多寄駅間）、琴平（佐久駅 - 天塩中川駅間）、下中川（天塩中川駅 - 歌内駅間）、糠南（問寒別駅 - 雄信内駅間）
- 1956年（昭和31年）
  - 1月：和寒駅 - 剣淵駅間に東六線仮乗降場（局設定）を開設[22]。
  - 2月26日：旭川駅 - 名寄駅間の客貨混合列車を廃止し、客貨分離[14]。同区間で気動車が運行開始[14]。
  - 5月1日：糠南仮乗降場 - 雄信内駅間に上雄信内仮乗降場を開設[25][29]。
  - 7月1日：以下の仮乗降場を開設。いずれも旅客のみ取り扱い。
    - 北星（智東駅 - 智恵文駅間）[30]、南美深（智恵文駅 - 美深駅間　局設定）[22]、南咲来（豊清水駅 - 咲来駅間）

  - 9月1日：多寄駅 - 風連駅間に瑞穂仮乗降場（局設定）を開設[22]。
  - 9月20日：風連駅 - 名寄駅間に東風連駅を開設[14][15][16][19][20][21]。
  - 11月19日：名寄駅 - 稚内駅間の客貨混合列車を廃止し、客貨分離[8]。同区間で気動車が運行開始[8]。
- 1957年（昭和32年）2月1日：旭川駅 - 新旭川駅間に旭川四条（あさひがわよじょう）仮乗降場、幌延駅 - 下沼駅間に南下沼仮乗降場を開設。いずれも局設定。[12][19]
- 1958年（昭和33年）10月1日：札幌駅 - 稚内駅間に夜行準急「利尻」が新設され、優等列車が復活[8]。
- 1959年（昭和34年）11月1日：以下のように変更。
  - 以下の駅を開設[11][8][15][12][22]。
    - 南幌延（安牛駅 - 上幌延駅間）

  - 以下の仮乗降場（局設定）を開設[22]。
    - 北剣淵（剣淵駅 - 士別駅間）、智北（智恵文駅 - 南美深駅間）[22][12]

  - 以下の仮乗降場を駅に昇格[8][14][15][16][19][20][21][22][25][31]。
    - 西永山、北永山、南比布、北比布、東六線、下士別、日進、北星、南美深、初野、下中川。
- 1960年（昭和35年）7月1日：札幌駅 - 稚内駅間に準急「宗谷」が運行開始[32]。
- 1961年（昭和36年）
  - 1月26日：同日16時5分に上雄信内仮乗降場 - 雄信内駅間で2万立方メートルの雪崩が発生。うち7,500立方メートルが下平陸橋（桁15連）を直撃して倒壊（死傷者なし）。復旧後、気動車列車は2月22日、蒸気機関車列車は3月31日に運転再開[33][7][注 3]。
  - 10月1日：準急「宗谷」を函館駅 - 稚内駅間の運転とし急行に格上げ[32]。
- 1962年（昭和37年）
  - 8月17日：同日11時30分頃、大雨により上雄信内仮乗降場 - 雄信内駅間の下平陸橋第8橋脚に土砂が押し寄せ折損。桁2連流失（死傷者なし）。後日、仮橋脚により復旧[7]。
  - 9月30日：同日21時30分頃、上雄信内仮乗降場 - 雄信内駅間で3,000立方メートルの地すべり。下平陸橋の仮橋脚2基・桁2連流失（死傷者なし）。その後、開通に15日、本復旧に1年[7]。
- 1963年（昭和38年）9月：上雄信内仮乗降場 - 雄信内駅間に下平陸橋を迂回する新線（下平トンネル）着工[7]。
- 1965年（昭和40年）7月15日：上雄信内仮乗降場 - 雄信内駅間に下平トンネル（全長1,356m）開通、経路変更[20][7][注 4][注 5]。
- 1967年（昭和42年）
  - 6月1日：名寄駅にコンテナ基地を設置[16][19][20][21]。
  - 11月1日：西永山駅を廃止[25][16][19][20][21]。
- 1968年（昭和43年）10月1日：新旭川駅 - 永山駅間（西永山駅跡地）に北旭川駅（貨物駅）を開設[34][20]。
- 1971年（昭和46年）6月：旭川駅 - 新旭川駅間複線化・高架化着工[3]。
- 1973年（昭和48年）9月29日：旭川駅 - 新旭川駅間を複線化・高架化[14][35]。旭川四条仮乗降場が旅客駅に昇格し、旭川四条駅となる[14][15]。
- 1975年（昭和50年）
  - 5月5日：旭川駅 - 名寄駅間で9600形蒸気機関車の重連 (49698 + 39679) による「SLさよなら列車」を運行[14]。
  - 5月18日：幌延駅 - 稚内駅間で「SLさよなら列車」を運行[8]。
  - 11月：南稚内駅 ‐ 稚内駅間の高架（全長1.1km）が完成[36]。
- 1977年（昭和52年）5月25日：神路駅を神路信号場に降格。仮乗降場として旅客の取り扱いは継続[34][12][25][37]。
- 1981年（昭和56年）7月：南咲来仮乗降場を天塩川温泉仮乗降場に改称[20]。
- 1983年（昭和58年）1月10日：旭川駅 - 永山駅間に列車集中制御装置 (CTC) を導入。
- 1984年（昭和59年）2月1日：名寄駅 - 稚内駅間の貨物営業廃止[8][38]。
- 1985年（昭和60年）3月14日：神路信号場を廃止[34][12][20]。
- 1986年（昭和61年）11月1日：この時のダイヤ改正により以下のように変更。
  - 永山駅 - 南稚内駅間に列車集中制御装置 (CTC) を導入し、特殊自動閉塞（電子符号照査式）化[新聞 5]。永山駅 - 音威子府駅間の連査閉塞、および音威子府駅 - 南稚内駅間の通票閉塞廃止[新聞 5]。
  - 旭川駅 - 永山駅間など旭川周辺の普通列車を増発、同時に「マイタウン列車」として旭川駅 - 名寄駅間の普通列車に「かえで」、旭川駅 - 比布駅間の普通列車に「ほくれい」[注 6]、旭川駅 - 永山駅間の普通列車に「ながやま」の列車名が付与される（他線直通列車は宗谷本線内のみ列車名適用）[注 7]。また、旭川発最終を21時半に繰り下げ。
  - 旭川駅 - 名寄駅間の快速列車4往復[注 8]にもそれぞれ沿線の名所に因んだ列車名「ピヤシリ」「えんれい」「すずいし」「てしおがわ」[注 9]が付与される。
  - 名寄駅 - 稚内駅間で各駅停車が5往復に削減され、夜遅い時間の列車を廃止。

### 民営化以後
- 1987年（昭和62年）4月1日：国鉄分割民営化に伴い以下のように変更。
  - 北海道旅客鉄道（JR北海道）が第一種鉄道事業者として全線を承継[21]。日本貨物鉄道（JR貨物）が旭川駅 - 名寄駅間の第二種鉄道事業者となる[34][16][19][20][21]。
  - 智東駅を臨時駅に変更（冬季は全列車通過）[8]。
  - 北剣淵、瑞穂、智北、天塩川温泉、琴平、糠南、上雄信内、南下沼の各仮乗降場を旅客駅に昇格（いずれも営業キロ設定なし）[31][22][12][8][15][16][19][20][21][40][29][41]。
- 1988年（昭和63年）3月13日：旭川駅・新旭川駅の読みをそれぞれ「あさひかわ」「しんあさひかわ」に変更[42]。
- 1990年（平成2年）
  - 3月10日：分割民営化時に駅に昇格した元仮乗降場の各駅に営業キロを設定。
  - 4月7日：北永山駅を旭川方に移転。改キロ (0.6 km)。
  - 9月1日：琴平駅を廃止[8][25][16][19][20][21][12]。
- 1991年（平成3年）
  - 11月1日：智北駅を旭川方に移転[16][19][20][21]。改キロ（0.1km）。
  - 11月13日：名寄駅構内に宗谷北線運輸営業所が発足[43]。
- 1992年（平成4年）10月1日：旭川駅 - 名寄駅間の普通・快速列車をワンマン運転化[21][44]。
- 1993年（平成5年）
  - 3月18日：名寄駅 - 稚内駅間の普通列車をワンマン運転化。これに伴い、急行を除く全ての列車がワンマン運転となる[21]。
  - 11月：旭川駅 - 稚内駅間でATS-SN使用開始[新聞 6]。
- 1996年（平成8年）9月1日：北旭川駅 - 名寄駅間の貨物列車が前日限りで廃止[45]。JR貨物の名寄駅は自動車代行駅となり、同区間にトラック便が運行開始。
- 1997年（平成9年）
  - 9月：新旭川駅における貨物列車の発着が終了。
  - 10月22日：旭川駅 - 名寄駅間の高速化工事を起工する[46][47]。
- 1998年（平成10年）2月25日：旭川駅 - 永山駅間に自動進路制御装置 (PRC) 導入[新聞 7][47][48]。
- 1999年（平成11年）7月：多寄駅が旭川寄りに約20 m移転（改キロなし）。
- 2000年（平成12年）3月11日：旭川駅 - 名寄駅間の高速化工事が完成し、同区間の運転最高速度を95 km/hから130 km/hに向上。本路線の急行列車を運行終了・再編し、当路線初の定期特急列車「スーパー宗谷」「サロベツ」「利尻」の運行を開始[報道 4][新聞 1][新聞 2]。
- 2001年（平成13年）7月1日：下中川駅、上雄信内駅、芦川駅を廃止[8][25][16][19][20][21]。
- 2002年（平成14年）11月4日：新旭川駅 - 北旭川駅間を複線化[21]。
- 2003年（平成15年）
  - 5月10日：旭川駅 - 北旭川駅間を電化（交流20,000 V・50 Hz）[16][19][20][21]（ただし、旭川運転所への回送車両が使用するのみで、営業列車は使用しない）。
  - 9月1日：旭川運転所が旭川駅構内から北旭川駅構内へ移転[新聞 8]。これに伴い、旭川駅 - 塩狩駅間のダイヤを修正。乗務員交代のため、北旭川駅に一部の普通列車が運転停車するようになる[報道 5]。
- 2004年（平成16年）3月13日：南稚内駅の運転部門を宗谷北線営業所に統合。
- 2006年（平成18年）
  - 3月18日：智東駅、南下沼駅[12][22][報道 6]を廃止。特急「利尻」を臨時列車化[報道 6]（同年6月1日より臨時特急「はなたび利尻」として運行開始）。
  - 4月1日：名寄駅構内にJR貨物の名寄オフレールステーションを開設。
- 2007年（平成19年）
  - 9月30日：同日稚内発の「はなたび利尻」を最後に宗谷本線の夜行列車が事実上の廃止（翌2008年（平成20年）4月18日に廃止発表[報道 7]）。
  - 10月1日：全区間で駅ナンバリングを実施[報道 8]。旭川駅 - 名寄駅間で最終を5分繰り下げ。
- 2010年（平成22年）
  - 1月31日：稚内駅が棒線駅となり、南稚内駅 - 稚内駅間が1閉塞となる。
  - 10月10日：旭川駅が高架化。
- 2012年（平成24年）5月28日：本輪西駅 - 北旭川駅間の石油輸送列車が廃止。
- 2014年（平成26年）3月15日：「スーパー宗谷」の減速に伴い、旭川駅 - 名寄駅間の最高速度が120 km/hに変更[報道 9]。
- 2016年（平成28年）
  - 3月26日：同日のダイヤ改正で名寄駅 - 稚内駅間の普通列車を各区間で上下各5本から3 - 4本に削減[報道 10][新聞 9][新聞 10]。
  - 6月：省令による整備期限である同月末までに旭川駅 - 名寄駅間にATS-DNを整備完了[報道 11]。
  - 9月6日：台風13号接近に伴う降雨災害の影響で、抜海駅 - 南稚内駅間の路盤が流失し[新聞 11]、音威子府駅 - 稚内駅間が不通となる[報道 12][新聞 12]。特急「スーパー宗谷」「サロベツ」についても全区間運休[新聞 12][新聞 11]。
  - 9月9日：「スーパー宗谷」1往復（1・4号）が札幌駅 - 幌延駅間で運転再開。幌延駅 - 稚内駅間は代行バスで連絡。「スーパー宗谷」1往復（2・3号）と「サロベツ」、普通列車の音威子府駅 - 稚内駅間は引き続き運休[報道 12]。
  - 9月13日：全区間復旧し、午後から運転再開[新聞 13][新聞 11]。14日から所定ダイヤでの運転[新聞 14]。
  - 11月18日：JR北海道から『当社単独では維持することが困難な線区について』発表[報道 13]。名寄駅 - 稚内駅間が「輸送密度200人以上2000人未満の線区」、旭川駅 - 名寄駅間が「北海道高速鉄道開発株式会社関連線区」とされる。
- 2017年（平成29年）
  - 3月4日：同日のダイヤ改正で特急列車の運転系統を「宗谷」（札幌駅 - 稚内駅間）1往復、「サロベツ」（旭川駅 - 稚内駅間）2往復（1 - 4号）に再編。いずれもキハ261系を充当[報道 14]。
  - 3月30日：宗谷本線活性化推進協議会が名寄市内で道との意見交換会を開催。JR北海道との協議開始を決定[新聞 15]。
  - 4月1日：同日付で宗谷北線運輸営業所を廃止[49]。
  - 4月14日：宗谷本線活性化推進協議会がJRを交えた実務者協議を開始[新聞 16]。JRの『当社単独では維持することが困難な線区について』発表以来初の協議開始。
- 2018年（平成30年）
  - 2月10日：北海道総合交通政策検討会議による『北海道の将来を見据えた鉄道網（維持困難線区）のあり方について』公表。名寄駅 - 稚内駅間について「…維持に向けてさらに検討を進めるべきである」とする[報道 15]。
  - 10月29日：JR北海道と佐川急便が、稚内駅 - 幌延駅間で幌延町向け荷物の輸送を行う貨客混載事業の実施を発表[報道 16]。幌延駅に到着した列車から降ろされた荷物（2020年1月）
- 2019年（平成31年・令和元年）

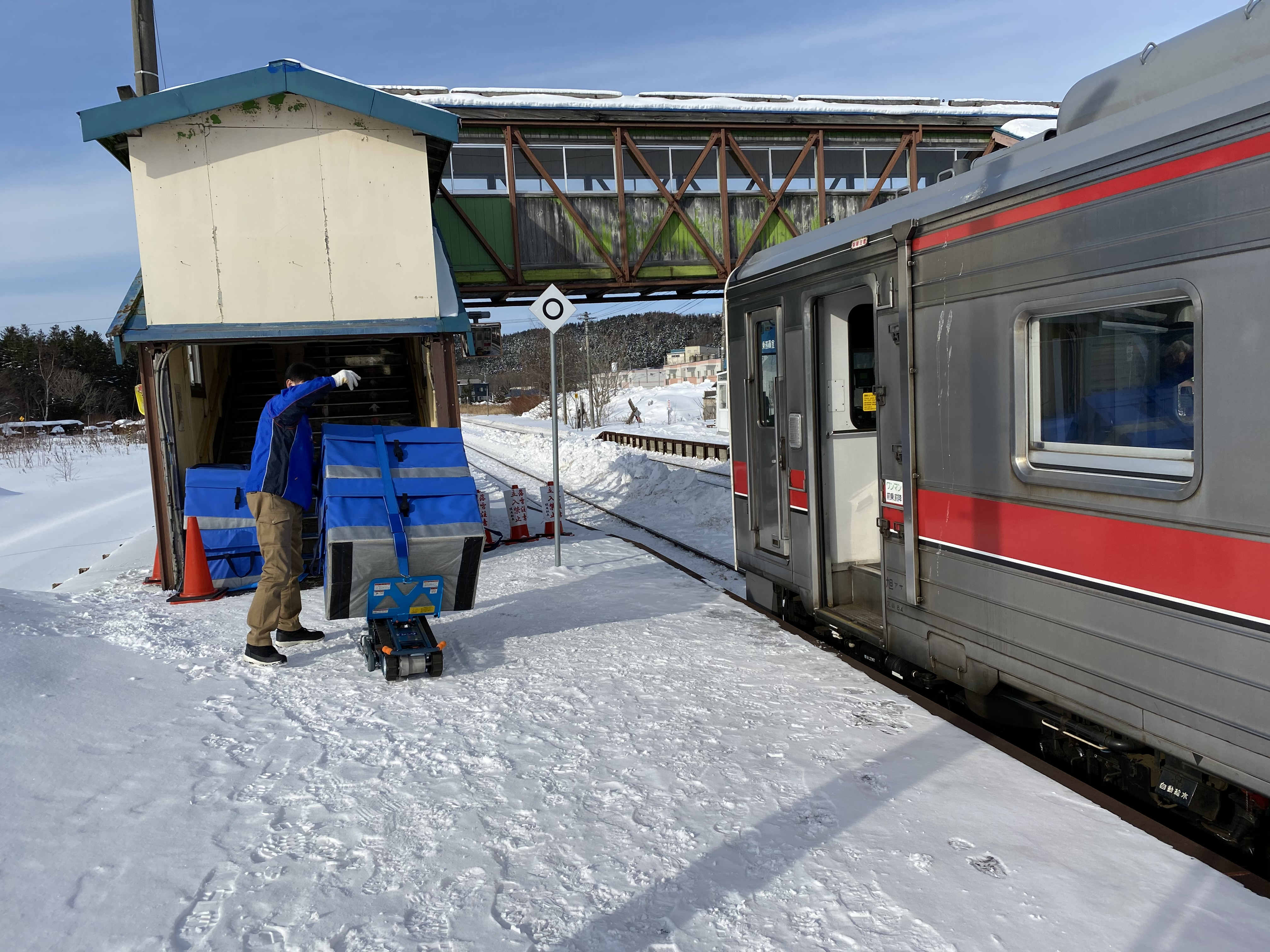
幌延駅に到着した列車から降ろされた荷物（2020年1月）

  - 4月18日：JR北海道と佐川急便による稚内駅 - 幌延駅間の貨客混載事業が開始[報道 17]。
  - 7月28日：観光列車「風っこ そうや号」を運転。9月8日までの土日祝日にJR東日本から借り受けた「びゅうコースター風っこ」にJR北海道「北海道の恵み」シリーズ車両を連結した4両編成で、稚内駅 - 音威子府駅間と旭川駅 - 音威子府駅間で運行[報道 18][注 10]。
  - 12月3日：JR北海道アクションプラン（宗谷線）[51]に基づきJR北海道から宗谷本線活性化協議会に対して、同社が維持できないとする「過去5年間、乗車人員が1日平均3名以下の無人駅」について廃止か自治体での維持管理を行うかの方針を2020年3月までにJR北海道への報告をする要請が出される[52]。
- 2020年（令和2年）
  - 3月27日：宗谷本線活性化推進協議会が、2021年春に10駅（南比布駅、北比布駅、下士別駅、北星駅、南美深駅、紋穂内駅、豊清水駅、安牛駅、上幌延駅、徳満駅）の廃止を容認した。なお、剣淵町に所在する東六線駅と北剣淵駅の2駅は、「廃止の方向で検討しており、町民説明会で決定する」とした[新聞 17]。
  - 9月28日 - 10月2日：線路の集中的な修繕工事の実施に伴い、南稚内駅 - 稚内駅間の一部列車が運休[報道 19][注 11]。
  - 10月5日 - 10月9日：幌延駅 - 豊富駅間における線路の集中的な修繕工事の実施に伴い、幌延駅 - 稚内駅間の一部列車が運休[報道 19][注 12]。
- 2021年（令和3年）3月13日：同日のダイヤ改正で以下のように変更[報道 20][報道 21][新聞 18]。
  - 豊清水駅を前日限りで旅客営業を終了し、豊清水信号場とする。
  - 南比布、北比布、東六線、北剣淵、下士別、北星、南美深、紋穂内、安牛、上幌延、徳満の各駅を廃止。
- 2022年（令和4年）3月12日：同日のダイヤ改正で以下のように変更[報道 22][報道 23]。
  - 東風連駅を稚内方に1.5 km移設し、名寄高校駅に改称。
  - 歌内駅を廃止。
- 2024年（令和6年）3月16日：初野、恩根内の各駅を廃止[報道 24][新聞 19]。
- 2025年（令和7年）
  - 3月15日：同日のダイヤ改正で以下のように変更[報道 25][新聞 20]。
    - 雄信内駅を前日限りで旅客営業を終了し、雄信内信号場とする。
    - 南幌延、抜海の各駅を廃止。

  - 4月8日：天塩中川駅 - 問寒別駅間で、音威子府発稚内行き普通列車が脱線。現場付近では、線路の盛り土が長さ46ｍにわたって崩れていた[53][54]。当面の間、音威子府駅 - 稚内駅間で運転を見合わせるほか、特急については旭川駅 - 稚内駅間の運転を休止し、代行バスを運行する[55]。
  - 4月26日：復旧工事が完了し、音威子府駅- 稚内駅間の運転が再開。特急列車も全区間で運転が再開される[56][57]。

## 存廃議論
2016年（平成28年）11月18日、JR北海道は厳しい経営状況を理由に「自社単独で維持することが困難な路線」として、10路線13区間を発表し、宗谷本線は以下のように分類された。なお、この発表の直前から「JR北海道が単独では維持困難な線区」に挙げられる可能性が高いとされ、沿線自治体による陳情などが行われている。
2018年（平成30年）4月、JR北海道は一定の利用以下の駅・踏切の存廃について、廃止提案の前に地元自治体と協議する方針を示した。同月27日、宗谷本線の沿線と周辺26市町村などでつくる「宗谷本線活性化推進協議会」の事務担当者らによる幹事会において、廃止する場合もしくは維持する場合の管理のあり方について、JR北海道と協議することで合意した。
宗谷本線活性化推進協議会は名寄市が事務局で、駅カードの配布など利用促進にも取り組んでいる。

### 旭川駅 - 名寄駅間
高速化工事により北海道高速鉄道開発が施設を保有するこの区間については、「北海道高速鉄道開発株式会社関連線区」として当面維持する一方で、単独では持続的な維持ができないとして、「北海道高速鉄道開発との関連で検討」とされている。

### 名寄駅 - 稚内駅間
「自社単独では老朽土木構造物の更新を含め「安全な鉄道サービス」を持続的に維持するための費用を確保できない線区」とされた。維持する場合、運営赤字のほか、今後20年間の土木構造物の大規模修繕・更新に23億円（概算）、車両（21両）の更新に58億円（概算）がかかるとされている。
この指定を受けた線区については各種施策による経費節減や値上げなどの負担、利用促進、上下分離方式などをポイントに、地域と協議の上で輸送サービスを鉄道として維持するか検討を進めていくとし、沿線などの市町村で構成する宗谷本線活性化推進協議会は、2017年（平成29年）3月30日の道との意見交換会で、名寄駅 - 稚内駅間の存続に向けて、対象路線では初めてJR北海道との協議の開始を決定し、同年4月14日から協議に入った。
なお、北海道による総合交通政策検討会議が2018年（平成30年）2月10日に発表した『北海道の将来を見据えた鉄道網（維持困難線区）のあり方について』では、「交通政策を推進する上での基本的な考え方」として、本区間は「ロシア極東地域と本道との交流拡大の可能性も見据え、国土を形成し、本道の骨格を構成する幹線交通ネットワーク として、負担等に係るこれまでの地域での協議を踏まえ、維持に向けてさらに検討を進めるべきである」としている。
2019年（令和元年）12月12日に『北海道新聞』が、2013年（平成25年） - 2018年（平成30年）の1日当たりの平均乗車人員が3人以下の29駅を対象に、「2020年（令和2年）3月までに維持か廃止するか」の判断を各自治体に求めていることを報道した。その後、2020年（令和2年）3月27日に宗谷本線活性化推進協議会は、2021年春に13駅（南比布駅、北比布駅、東六線駅、北剣淵駅、下士別駅、北星駅、南美深駅、紋穂内駅、恩根内駅、豊清水駅、安牛駅、上幌延駅、抜海駅）の廃止を容認した。なお、剣淵町に所在する東六線駅と北剣淵駅の2駅は、「廃止の方向で検討しており、町民説明会で決定する」としていた。
2020年（令和2年）7月22日、廃止の方向で検討していた恩根内駅は、同年6月の恩根内自治会による存続要望を受けて、美深町議会全員協議会が駅存続を了承し、美深町として存続の方針を決めた。
2020年（令和2年）12月9日、JR北海道が翌2021年（令和3年）春のダイヤ改正に合わせて、利用客が少ない36駅に対し、廃止や地元自治体による維持管理に移行する駅を発表。このうち宗谷本線では、12駅（南比布駅・北比布駅・東六線駅・北剣淵駅・下士別駅・北星駅・南美深駅・紋穂内駅・豊清水駅・安牛駅・上幌延駅・徳満駅）が廃止、17駅（蘭留駅・塩狩駅・日進駅・智北駅・恩根内駅・天塩川温泉駅・咲来駅・筬島駅・佐久駅・歌内駅・問寒別駅・糠南駅・雄信内駅・南幌延駅・下沼駅・兜沼駅・抜海駅）が地元自治体による維持管理に移行となった。同月18日には、前述の12駅を2021年3月13日に廃止する予定であることを発表した。

## 運行形態
新旭川駅で分岐する石北本線に同駅を始終着とする列車はなく、全列車が宗谷本線経由で旭川駅に乗り入れている。

### 広域輸送
特急列車は札幌駅 - 稚内駅間を直通する「宗谷」1往復、旭川駅 - 稚内駅間を運行する「サロベツ」2往復が設定されている。「サロベツ」については、札幌駅 - 旭川駅間の特急「ライラック」と対面乗り換えで接続するダイヤを組んでいる。
2022年以降、毎年5月 - 6月に臨時急行列車として、旭川駅 - 稚内駅間で「花たび そうや」が運転されている。なお、同急行列車は2020年5月 - 6月、2021年5月 - 6月にも運行される予定であったが、新型コロナウイルス感染症（COVID-19）の影響により、取りやめとなった。

### 地域輸送
名寄駅を境に南北に運転系統が分かれている。朝の1往復のみ名寄駅を跨いで直通運転するが、直通列車も名寄駅で列車番号が変わる。
快速・普通列車は全てワンマン運転であり、ドアは基本的に前側のみ（前乗り前降り）開く。有人駅のうち、終日改札を行う旭川駅は最終列車まで全てのドアが開き、終日改札を実施しないその他の有人駅はみどりの窓口の営業時間内のみ全てのドアが開く。

#### 旭川駅 - 名寄駅間

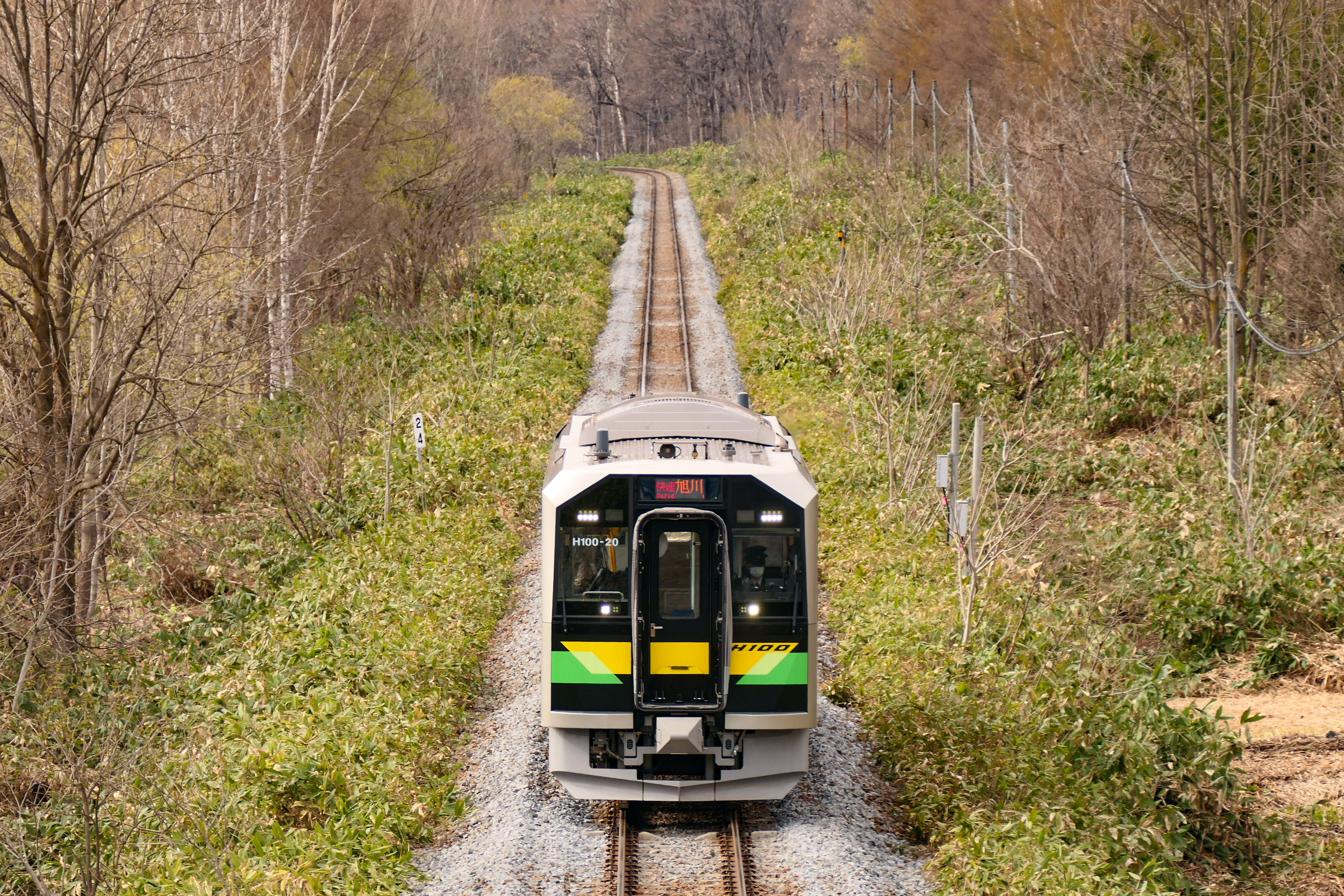
快速「なよろ」（2021年5月4日 塩狩駅-蘭留駅間）

特急を補完する列車として主要駅のみに停車する、快速「なよろ」が旭川駅 - 名寄駅間で1日4往復（うち朝の上り2号は名寄駅以北を普通列車として音威子府駅から直通）運転される。
普通列車は石北本線関連の列車を除くと、旭川駅 - 名寄駅間で1日8往復（うち朝の下り1本は稚内駅へ直通）、旭川駅 - 比布駅間3往復、旭川駅 - 永山駅間2往復が運行されている。北永山駅、瑞穂駅は一部の列車が通過する。なお、2021年3月13日改正時より、旭川駅 - 比布駅間の区間列車上下各1本が減便された。
2021年3月のダイヤ改正以後は主にH100形が用いられているが、名寄駅以北との直通列車1往復及び快速「なよろ4号」の計1.5往復は名寄駅以北で運用される車両の送り込みのためキハ54形気動車が用いられ、このうち音威子府駅までの運用はキハ54形の代わりにキハ40形が用いられる場合もある。通常は1-2両編成で運転されるが、名寄駅発旭川駅行きの上り一番列車については3両編成で運転される。

#### 名寄駅 - 稚内駅

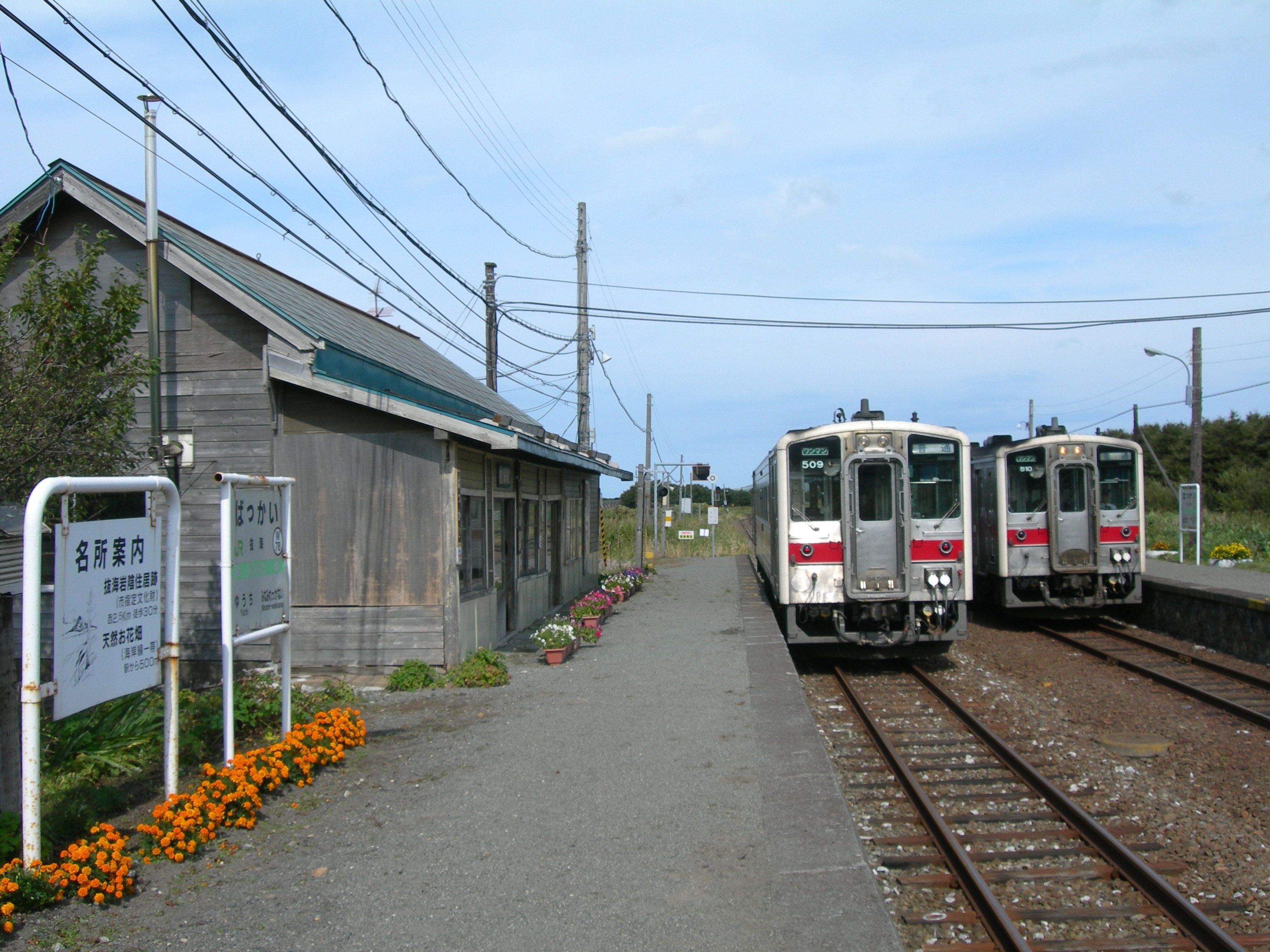
抜海駅で交換する普通列車（2009年9月18日）

この区間の普通列車は2016年（平成28年）3月26日改正による減便で、現在の本数となった。なお、音威子府駅や幌延駅での停車中に列車番号が変わる列車が存在するが、本節では1本の列車として扱う。
運転本数は、名寄駅 - 稚内駅間を通しで運転する列車が1日に下り2本・上り3本（うち朝の下り1本は旭川駅から普通列車として直通）、名寄駅 - 音威子府駅間の列車が2往復（うち朝の上り1本は名寄駅から快速「なよろ2号」として旭川駅まで直通）、音威子府駅 - 稚内駅間の列車が早朝に下り1本、稚内駅 - 幌延駅間の列車が夜間に上り1本である。区間別にみると、名寄駅 - 音威子府駅間が下り4本・上り5本、音威子府駅 - 幌延駅間が上下各3本、幌延駅 - 稚内駅間が下り3本、上り4本となっている。
また、夜間の上り音威子府発名寄行き1本は天塩川温泉駅、智北駅を通過する。
車両は原則全てキハ54形で、終日1両編成で運転される。ただし、音威子府駅までの列車にはキハ40形が使用されることもある。

### 貨物輸送
旭川駅 - 北旭川駅間において函館本線および室蘭本線に直通する形で高速貨物列車および専用貨物列車が運行されている。いずれもDF200形ディーゼル機関車が牽引する。高速貨物列車のうち上り2本は札幌貨物ターミナル駅を経由せず、岩見沢駅 - 苫小牧駅間を室蘭本線経由で運行する本州への直行便で、残りは函館本線札幌貨物ターミナル駅行き。さらに毎年秋から翌年春にかけては石北本線の臨時貨物列車（通称「タマネギ列車」）が北旭川駅（貨物駅） - 北見駅間に3往復運行されている。この列車については、運行経路上、新旭川駅と遠軽駅で方向転換するため、先頭と最後尾に機関車が連結されるプッシュプル運転が行われている。

### ラッセル車
2017年（平成29年）時点では日本で唯一の定期排雪列車が、旭川運転所のDE15形を用いて12月下旬から翌年3月中旬に1往復運転されている。この際、佐久駅や抜海駅など定期列車が列車交換をしない駅でも列車交換を行うことがある。なお現時点でラッセル車のダイヤはJR北海道などからは公開されていない。ラッセルヘッドは基本的に単線型が使われるが、ごくまれに複線型が使われることもある。

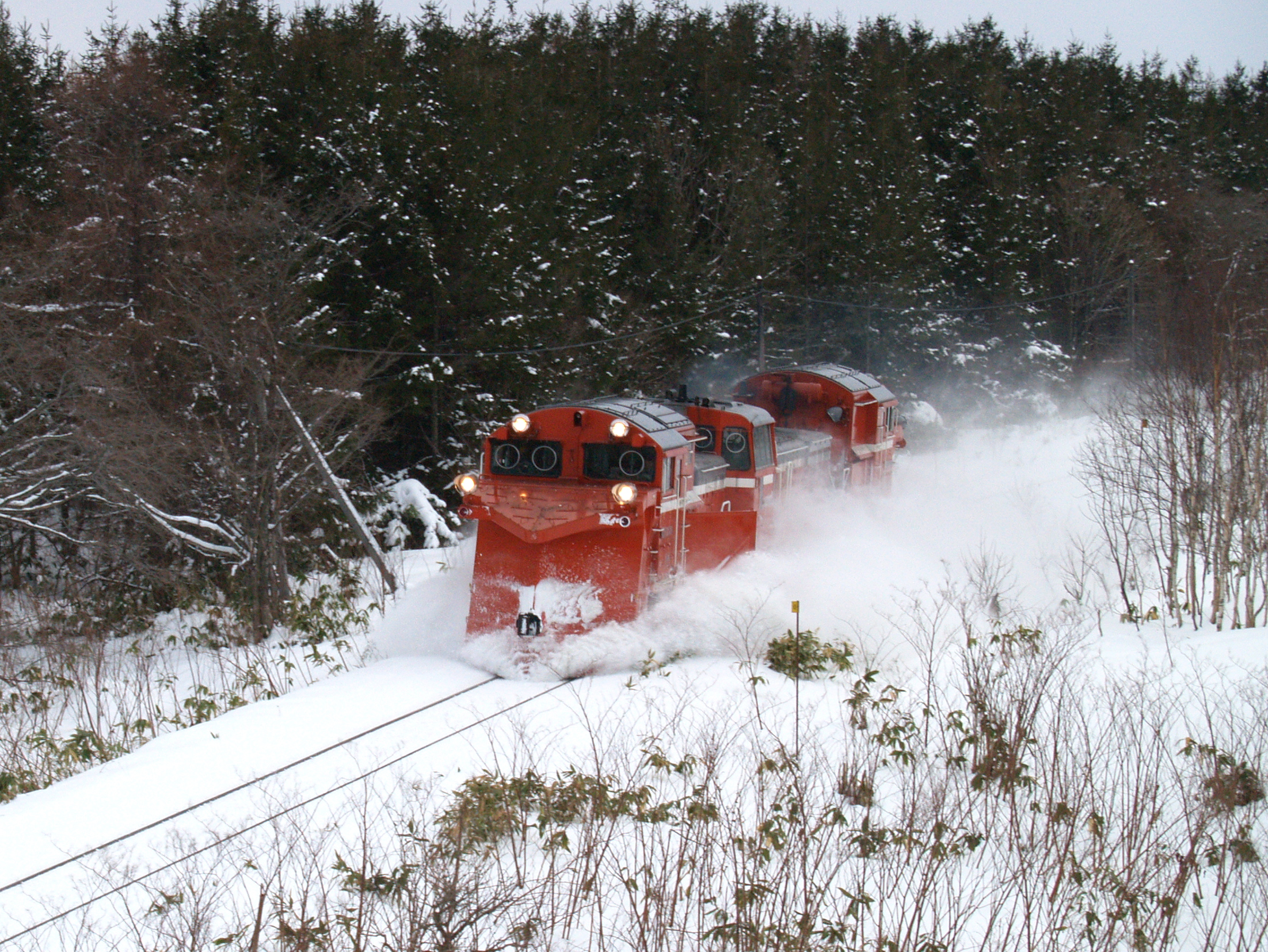
稼動中のDE15形（下沼駅 - 豊富駅間 2008年1月3日）

## 使用車両

### 現在の使用車両
旅客列車は全て気動車で運転されている。このほか、旭川運転所関連の回送列車が旭川駅 - 北旭川駅間を走行する。
- 特急列車
  - キハ261系（基本番台）：特急「宗谷」「サロベツ」
- 普通・快速列車
  - キハ54形：旭川駅 - 稚内駅間
  - H100形：旭川駅 - 名寄駅間[報道 20][報道 21]
- 貨物列車
  - DF200形：旭川駅 - 北旭川駅間

### 過去の使用車両
- 客車
  - 14系：特急「利尻」、急行「宗谷」「天北」「利尻」
  - スハ43系：急行「利尻」
  - 50系51形：普通列車
- 気動車
  - キハ183系：特急「サロベツ」「利尻」
  - キハ22形：準急・普通列車
  - キハ27形・キハ56形：準急・急行列車
  - キハ400形・キハ480形：急行列車
  - キハ40系：旭川 - 音威子府間[注 16]：普通・快速列車

## データ

### 路線データ
- 管轄（事業種別）・区間（営業キロ）
  - 北海道旅客鉄道（JR北海道・第一種鉄道事業者）
    - 旭川駅 - 稚内駅間 259.4 km

  - 日本貨物鉄道（JR貨物・第二種鉄道事業者）
    - 旭川駅 - 名寄駅間 (76.2 km)[注 17]
- 駅数：36（起終点駅含む）[注 18]
  - 一般駅：2駅
  - 旅客駅：33駅
  - 貨物駅：1駅（北旭川駅）
  - 信号場：2か所
- 軌間：1,067 mm（狭軌）
- 複線区間：
  - 旭川駅 - 北旭川駅間 6.6 km
- 電化区間
  - 旭川駅 - 北旭川駅間 6.6 km：交流20,000 V・50 Hz[注 1]
  - 北旭川駅 - 稚内駅間：非電化
- 閉塞方式
  - 旭川駅 - 北旭川駅間：自動閉塞式（CTC・PRC付帯）
  - 北旭川駅 - 永山駅間：自動閉塞式（特殊）（CTC・PRC付帯）
  - 永山駅 - 南稚内駅間：特殊自動閉塞式（電子符号照査式）
  - 南稚内駅 - 稚内駅間：特殊自動閉塞式（軌道回路検知式）
- 保安装置：
  - ATS-DN …旭川駅 - 名寄駅間[報道 9]
  - ATS-SN …全線（ATS-DN併用区間含む）
- 運転指令所：
  - 旭川駅 - 永山駅間：札幌指令センター
  - 永山駅 - 南稚内駅間：名寄運行管理センター（旭川指令センター）
  - 南稚内駅 - 稚内駅間：旭川指令センター
    - 運転取扱駅（駅が信号を制御、運行を管理）：永山駅、名寄駅、南稚内駅[63]
- 列車交換可能な駅は駅一覧を参照。
- 最高速度（2014年3月15日時点）：
  - 120 km/h（旭川駅 - 名寄駅間）[報道 9]
  - 95 km/h（名寄駅 - 稚内駅間）[2]

全区間がJR北海道旭川支社の管轄である。

### 輸送密度
区間ごとの輸送密度は以下の通り。
名寄駅 - 稚内駅間は、国鉄における特定地方交通線指定が行われた1980年（昭和55年）度時点で、区間単体では指定目安となる輸送密度4,000人を大きく下回っていた。2018年（平成29年）度実績では、JR北海道が設定した区間で下から6番目、道内における特急列車運転区間としては最低の輸送密度であり、定期特急列車の運転がない、根室本線滝川駅 - 富良野駅間、釧路駅 - 根室駅間や釧網本線を下回っている。
| 年度                 | 輸送密度 （人/日） | 輸送密度 （人/日） | 備考・年度中の出来事                                  | 出典                   |
| 年度                 | 旭川駅 - 名寄駅間  | 名寄駅 - 稚内駅間  | 備考・年度中の出来事                                  | 出典                   |
| -------------------- | ------------------ | ------------------ | ----------------------------------------------------- | ---------------------- |
| 1975年（昭和50年）度 |                    | 1,878              |                                                       | [ 報道 3 ]             |
| 1980年（昭和55年）度 |                    | 1,384              |                                                       | [ 報道 3 ]             |
| 1984年（昭和59年）度 | 2,994              | 800                |                                                       | [ 新聞 27 ]            |
| 1985年（昭和60年）度 |                    | 792                |                                                       | [ 報道 3 ]             |
| 1987年（昭和62年）度 |                    | 751                | JR北海道発足。                                        | [ 報道 3 ]             |
| 1988年（昭和63年）度 |                    | 723                |                                                       | [ 報道 3 ]             |
| 1989年（平成元年）度 |                    | 776                | 5月1日に天北線廃止。急行列車の経由を変更。            | [ 報道 3 ]             |
| 1990年（平成02年）度 |                    | 814                |                                                       | [ 報道 3 ]             |
| 1991年（平成03年）度 |                    | 807                | 11月13日に宗谷北線運輸営業所が発足。                  | [ 報道 3 ]             |
| 1992年（平成04年）度 |                    | 780                |                                                       | [ 報道 3 ]             |
| 1993年（平成05年）度 |                    | 781                |                                                       | [ 報道 3 ]             |
| 1994年（平成06年）度 |                    | 802                |                                                       | [ 報道 3 ]             |
| 1995年（平成07年）度 |                    | 754                |                                                       | [ 報道 3 ]             |
| 1996年（平成08年）度 |                    | 733                |                                                       | [ 報道 3 ]             |
| 1997年（平成09年）度 |                    | 702                |                                                       | [ 報道 3 ]             |
| 1998年（平成10年）度 |                    | 727                |                                                       | [ 報道 3 ]             |
| 1999年（平成11年）度 |                    | 684                |                                                       | [ 報道 3 ]             |
| 2000年（平成12年）度 |                    | 764                | 3月11日に名寄駅以南高速化工事竣工・特急列車運転開始。 | [ 報道 3 ]             |
| 2001年（平成13年）度 |                    | 723                |                                                       | [ 報道 3 ]             |
| 2002年（平成14年）度 |                    | 702                |                                                       | [ 報道 3 ]             |
| 2003年（平成15年）度 |                    | 653                |                                                       | [ 報道 3 ]             |
| 2004年（平成16年）度 |                    | 667                |                                                       | [ 報道 3 ]             |
| 2005年（平成17年）度 |                    | 640                |                                                       | [ 報道 3 ]             |
| 2006年（平成18年）度 |                    | 556                |                                                       | [ 報道 3 ]             |
| 2007年（平成19年）度 |                    | 542                |                                                       | [ 報道 3 ]             |
| 2008年（平成20年）度 |                    | 527                |                                                       | [ 報道 3 ]             |
| 2009年（平成21年）度 |                    | 506                |                                                       | [ 報道 3 ]             |
| 2010年（平成22年）度 |                    | 501                |                                                       | [ 報道 3 ]             |
| 2011年（平成13年）度 |                    | 477                |                                                       | [ 報道 3 ]             |
| 2012年（平成24年）度 |                    | 483                |                                                       | [ 報道 3 ]             |
| 2013年（平成25年）度 |                    | 419                |                                                       | [ 報道 3 ]             |
| 2014年（平成26年）度 | 1,512              | 405                |                                                       | [ 報道 3 ] [ 報道 35 ] |
| 2015年（平成27年）度 | 1,571              | 403                |                                                       | [ 報道 3 ] [ 報道 36 ] |
| 2016年（平成28年）度 | 1,456              | 364                | 台風10号による影響を除くため、9 - 12月を除いた数値。  | [ 報道 3 ] [ 報道 37 ] |
| 2016年（平成28年）度 | 1,477              | 362                | 9 - 12月を含む数値。                                  | [ 報道 3 ] [ 報道 37 ] |
| 2017年（平成29年）度 | 1,452              | 352                | 同年度分より集計方法見直し                            | [ 報道 38 ]            |
| 2018年（平成30年）度 | 1,393              | 335                |                                                       | [ 報道 34 ]            |
| 2019年（令和元年）度 | 1,336              | 316                |                                                       | [ 報道 39 ]            |
| 2020年（令和02年）度 | 827                | 165                | COVID-19の影響により、前年度比大幅減少                | [ 報道 40 ]            |
| 2021年（令和03年）度 | 845                | 174                |                                                       | [ 報道 41 ]            |
| 2022年（令和04年）度 | 972                | 209                |                                                       | [ 報道 42 ]            |
| 2023年（令和05年）度 | 1,120              | 252                |                                                       | [ 報道 43 ]            |

### 収支・営業係数
区間ごとの収支（営業収益、営業費用、営業損益）と営業係数は以下の通り。JR北海道の発表分はいずれも管理費を含めた金額である。▲はマイナス（赤字）を意味する。
| 年度                 | 収支（百万円） | 収支（百万円） | 収支（百万円） | 営業 係数 （円） | 備考                                                                                                 | 出典        |
| 年度                 | 営業 収益      | 営業 費用      | 営業 損益      | 営業 係数 （円） | 備考                                                                                                 | 出典        |
| -------------------- | -------------- | -------------- | -------------- | ---------------- | --- | ----------- |
| 1970年（昭和45年）度 | 1,624          | 3,287          | ▲1,663         | 202              | | [ 64 ]      |
| 2014年（平成26年）度 | 724            | 2,643          | ▲1,919         | 365              | | [ 報道 35 ] |
| 2015年（平成27年）度 | 742            | 2,851          | ▲2,109         | 384              | | [ 報道 44 ] |
| 2016年（平成28年）度 | 690            | 2,894          | ▲2,204         | 419              | | [ 報道 45 ] |
| 2017年（平成29年）度 | 666            | 2,894          | ▲2,831         | 525              | 同年度分より集計方法見直し                                                                           | [ 報道 38 ] |
| 2018年（平成30年）度 | 632            | 3,330          | ▲2,698         | 527              | | [ 報道 34 ] |
| 2019年（令和元年）度 | 634            | 3,267          | ▲2,633         | 515              | 通学の利用者増加による運輸収入増加、外注による踏切や駅構内の除雪、橋梁修繕の減少により、前年度比改善 | [ 報道 39 ] |
| 2020年（令和02年）度 | 382            | 3,508          | ▲3,126         | 918              | 新型コロナウイルス感染症（COVID-19）の影響により、前年度比拡大                                       | [ 報道 40 ] |
| 2021年（令和03年）度 | 401            | 3,649          | ▲3,249         | 911              | 車両の減価償却費増加に伴う営業費用増加により、前年度比拡大                                           | [ 報道 41 ] |
| 2022年（令和04年）度 | 479            | 3,663          | ▲3,184         | 765              | | [ 報道 42 ] |
| 2023年（令和05年）度 | 558            | 3,922          | ▲3,365         | 703              | | [ 報道 43 ] |

| 年度                 | 収支（百万円） | 収支（百万円） | 収支（百万円） | 営業 係数 （円） | 備考                                                                                 | 出典                    |
| 年度                 | 営業 収益      | 営業 費用      | 営業 損益      | 営業 係数 （円） | 備考                                                                                 | 出典                    |
| -------------------- | -------------- | -------------- | -------------- | ---------------- | ------------------------------------------------------------------------------------ | ----------------------- |
| 1970年（昭和45年）度 | 1,284          | 3,421          | ▲2,137         | 266              |                                                                                      | [ 64 ]                  |
| 2014年（平成26年）度 | 487            | 3,031          | ▲2,544         | 622              |                                                                                      | [ 報道 35 ]             |
| 2015年（平成27年）度 | 490            | 3,032          | ▲2,541         | 618              |                                                                                      | [ 報道 27 ] [ 報道 44 ] |
| 2016年（平成28年）度 | 449            | 3,121          | ▲2,612         | 696              |                                                                                      | [ 報道 45 ]             |
| 2017年（平成29年）度 | 436            | 3,169          | ▲2,733         | 640              | 同年度分より集計方法見直し                                                           | [ 報道 38 ]             |
| 2018年（平成30年）度 | 411            | 3,033          | ▲2,622         | 738              | 除雪費減少等により、前年度比改善                                                     | [ 報道 34 ]             |
| 2019年（令和元年）度 | 399            | 2,905          | ▲2,505         | 727              | 橋梁修繕の減少等により、前年度比改善                                                 | [ 報道 39 ]             |
| 2020年（令和02年）度 | 219            | 2,860          | ▲2,641         | 1,306            | 新型コロナウイルス感染症（COVID-19）の影響による運輸収入減少に伴う営業収益減少が発生 | [ 報道 40 ]             |
| 2021年（令和03年）度 | 243            | 3,018          | ▲2,775         | 1,242            | 動力費や線路設備修繕の増加に伴う営業費用増加により、前年度比拡大                     | [ 報道 41 ]             |
| 2022年（令和04年）度 | 304            | 2,981          | ▲2,677         | 980              |                                                                                      | [ 報道 42 ]             |
| 2023年（令和05年）度 | 352            | 3,175          | ▲2,823         | 903              |                                                                                      | [ 報道 43 ]             |

## 駅一覧
- 駅名 … （貨）：貨物専用駅、◇・■：貨物取扱駅（貨物専用駅を除く。◇は定期貨物列車の発着なし、■はオフレールステーション）
- 停車駅
  - 普通列車は基本的に全ての旅客駅に停車するが、一部の列車は▽の駅を通過する。
  - 快速＝快速「なよろ」… ●：全列車停車、◆・▲：一部の列車が停車（▲：上りの一部のみ）、｜：全列車通過
    - 音威子府駅始発列車は、音威子府駅 - 名寄駅間普通列車として運転。

  - 特急「宗谷」「サロベツ」「オホーツク」、特別快速「大雪」および快速「きたみ」はそれぞれの列車記事を参照。
- 線路 … ||：複線区間、∨：ここより下は単線、◇・｜：単線区間（◇は列車交換可能）
- 全駅北海道内に所在。

| 電化方式 | 駅番号 | 駅名           | 営業キロ | 営業キロ | 快速 | 接続路線                             | 線路 | 所在地   | 所在地        | 所在地        |
| 電化方式 | 駅番号 | 駅名           | 駅間     | 累計     | 快速 | 接続路線                             | 線路 | 所在地   | 所在地        | 所在地        |
| -------- | ------ | -------------- | -------- | -------- | ---- | ------------------------------------ | ---- | -------- | ------------- | ------------- |
| 交流電化 | A28    | 旭川駅         | -        | 0.0      | ●    | 北海道旅客鉄道：■函館本線・■富良野線 | \|\| | 上川管内 | 旭川市        | 旭川市        |
| 交流電化 | A29    | 旭川四条駅     | 1.8      | 1.8      | ◆    |                                      | \|\| | 上川管内 | 旭川市        | 旭川市        |
| 交流電化 | A30    | 新旭川駅◇      | 1.9      | 3.7      | ｜   | 北海道旅客鉄道：■石北本線            | \|\| | 上川管内 | 旭川市        | 旭川市        |
| 交流電化 |        | （貨）北旭川駅 | 2.9      | 6.6      | ｜   |                                      | ∨    | 上川管内 | 旭川市        | 旭川市        |
| 非電化   | W31    | 永山駅         | 2.7      | 9.3      | ●    |                                      | ◇    | 上川管内 | 旭川市        | 旭川市        |
| 非電化   | W32    | 北永山駅▽      | 2.1      | 11.4     | ｜   |                                      | ｜   | 上川管内 | 旭川市        | 旭川市        |
| 非電化   | W34    | 比布駅         | 5.7      | 17.1     | ●    |                                      | ◇    | 上川管内 | 上川郡 比布町 | 上川郡 比布町 |
| 非電化   | W36    | 蘭留駅         | 5.7      | 22.8     | ◆    |                                      | ◇    | 上川管内 | 上川郡 比布町 | 上川郡 比布町 |
| 非電化   | W37    | 塩狩駅         | 5.6      | 28.4     | ◆    |                                      | ◇    | 上川管内 | 上川郡        | 和寒町        |
| 非電化   | W38    | 和寒駅         | 7.9      | 36.3     | ●    |                                      | ◇    | 上川管内 | 上川郡        | 和寒町        |
| 非電化   | W40    | 剣淵駅         | 8.9      | 45.2     | ●    |                                      | ◇    | 上川管内 | 上川郡        | 剣淵町        |
| 非電化   | W42    | 士別駅         | 8.7      | 53.9     | ●    |                                      | ◇    | 上川管内 | 士別市        | 士別市        |
| 非電化   | W44    | 多寄駅         | 7.8      | 61.7     | ▲    |                                      | ｜   | 上川管内 | 士別市        | 士別市        |
| 非電化   | W45    | 瑞穂駅▽        | 2.8      | 64.5     | ｜   |                                      | ｜   | 上川管内 | 士別市        | 士別市        |
| 非電化   | W46    | 風連駅         | 3.6      | 68.1     | ●    |                                      | ◇    | 上川管内 | 名寄市        | 名寄市        |
| 非電化   | W47    | 名寄高校駅     | 6.0      | 74.1     | ●    |                                      | ｜   | 上川管内 | 名寄市        | 名寄市        |
| 非電化   | W48    | 名寄駅■        | 2.1      | 76.2     | ●    |                                      | ◇    | 上川管内 | 名寄市        | 名寄市        |
| 非電化   | W49    | 日進駅         | 4.0      | 80.2     |      |                                      | ｜   | 上川管内 | 名寄市        | 名寄市        |
| 非電化   | W51    | 智恵文駅       | 11.0     | 91.2     |      |                                      | ｜   | 上川管内 | 名寄市        | 名寄市        |
| 非電化   | W52    | 智北駅▽        | 2.1      | 93.3     |      |                                      | ｜   | 上川管内 | 名寄市        | 名寄市        |
| 非電化   | W54    | 美深駅         | 5.0      | 98.3     |      |                                      | ◇    | 上川管内 | 中川郡        | 美深町        |
| 非電化   | (W58)  | 豊清水信号場   | -        | 117.9    |      |                                      | ◇    | 上川管内 | 中川郡        | 美深町        |
| 非電化   | W59    | 天塩川温泉駅▽  | 23.2     | 121.5    |      |                                      | ｜   | 上川管内 | 中川郡        | 音威子府村    |
| 非電化   | W60    | 咲来駅         | 3.2      | 124.7    |      |                                      | ｜   | 上川管内 | 中川郡        | 音威子府村    |
| 非電化   | W61    | 音威子府駅     | 4.6      | 129.3    |      |                                      | ◇    | 上川管内 | 中川郡        | 音威子府村    |
| 非電化   | W62    | 筬島駅         | 6.3      | 135.6    |      |                                      | ｜   | 上川管内 | 中川郡        | 音威子府村    |
| 非電化   | W63    | 佐久駅         | 18.0     | 153.6    |      |                                      | ｜   | 上川管内 | 中川郡        | 中川町        |
| 非電化   | W64    | 天塩中川駅     | 8.3      | 161.9    |      |                                      | ◇    | 上川管内 | 中川郡        | 中川町        |
| 非電化   | W66    | 問寒別駅       | 13.9     | 175.8    |      |                                      | ｜   | 宗谷管内 | 天塩郡        | 幌延町        |
| 非電化   | W67    | 糠南駅         | 2.2      | 178.0    |      |                                      | ｜   | 宗谷管内 | 天塩郡        | 幌延町        |
| 非電化   | (W68)  | 雄信内信号場   | -        | 183.7    |      |                                      | ◇    | 宗谷管内 | 天塩郡        | 幌延町        |
| 非電化   | W72    | 幌延駅         | 21.4     | 199.4    |      |                                      | ◇    | 宗谷管内 | 天塩郡        | 幌延町        |
| 非電化   | W73    | 下沼駅         | 7.8      | 207.2    |      |                                      | ｜   | 宗谷管内 | 天塩郡        | 幌延町        |
| 非電化   | W74    | 豊富駅         | 8.7      | 215.9    |      |                                      | ◇    | 宗谷管内 | 天塩郡        | 豊富町        |
| 非電化   | W76    | 兜沼駅         | 15.0     | 230.9    |      |                                      | ◇    | 宗谷管内 | 天塩郡        | 豊富町        |
| 非電化   | W77    | 勇知駅         | 5.8      | 236.7    |      |                                      | ｜   | 宗谷管内 | 稚内市        | 稚内市        |
| 非電化   | W79    | 南稚内駅       | 20.0     | 256.7    |      |                                      | ◇    | 宗谷管内 | 稚内市        | 稚内市        |
| 非電化   | W80    | 稚内駅         | 2.7      | 259.4    |      |                                      | ｜   | 宗谷管内 | 稚内市        | 稚内市        |

1. ↑  石北本線の旅客列車は全て旭川駅へ乗り入れる。
2. 1 2  比布町の属する上川郡と和寒町・剣淵町が属する上川郡、十勝地方の上川郡は境界を接しているが由来が異なり、全く同名の別の郡である。

- 北永山駅 - 比布駅間で上川郡当麻町を経由するが、同町内に宗谷本線の駅は存在しない。

### 廃駅・廃止信号場
括弧内は旭川駅からの営業キロ。（臨）は臨時駅を表す。
- 西永山駅：1967年（昭和42年）11月1日廃止[25]。北旭川駅 - 永山駅間 (7.2 km) 。
- 南比布駅 (W33)：2021年（令和3年）3月13日廃止[報道 20][報道 21]。北永山駅 - 比布駅間 (14.7 km) 。
- 北比布駅 (W35)：2021年（令和3年）3月13日廃止[報道 20][報道 21]。比布駅 - 蘭留駅間 (20.2 km) 。
- 東六線駅 (W39)：2021年（令和3年）3月13日廃止[報道 20][報道 21]。和寒駅 - 剣淵駅間 (41.4 km) 。
- 北剣淵駅 (W41)：2021年（令和3年）3月13日廃止[報道 20][報道 21]。剣淵駅 - 士別駅間 (50.2 km) 。
- 下士別駅 (W43)：2021年（令和3年）3月13日廃止[報道 20][報道 21]。士別駅 - 多寄駅間 (58.3 km) 。
- （臨）智東駅：1987年（昭和62年）4月1日臨時駅化[8]、2006年（平成18年）3月18日廃止[報道 6]。日進駅 - 北星駅（廃）間 (84.9 km) 。
- 北星駅 (W50)：2021年（令和3年）3月13日廃止[報道 20][報道 21]。日進駅 - 智恵文駅間 (89.3 km) 。
- 南美深駅 (W53)：2021年（令和3年）3月13日廃止[報道 20][報道 21]。智北駅 - 美深駅間 (95.6 km) 。
- 初野駅 (W55)：2024年（令和6年）3月16日廃止。美深駅 - 恩根内駅間 (101.9 km) 。
- 紋穂内駅 (W56)：2021年（令和3年）3月13日廃止[報道 20][報道 21]。初野駅 - 恩根内駅間 (105.0 km) 。
- 恩根内駅 (W57)：2024年（令和6年）3月16日廃止。初野駅 - 天塩川温泉駅間 (112.1 km)[報道 46]。
- 神路信号場（旧・神路駅）：1977年（昭和52年）5月25日信号場・仮乗降場化[25]、1985年（昭和60年）3月14日廃止。筬島駅 - 佐久駅間 (143.1 km) 。
- 琴平駅：1990年（平成2年）9月1日廃止[8][25]。佐久駅 - 天塩中川駅間 (158.2 km) 。
- 下中川駅：2001年（平成13年）7月1日廃止[8][25]。天塩中川駅 - 歌内駅間 (165.8 km) 。
- 歌内駅 (W65)：2022年（令和4年）3月12日廃止[報道 23]。天塩中川駅 - 問寒別駅間 (170.3 km)。
- 上雄信内駅：2001年（平成13年）7月1日廃止[8][25]。糠南駅 - 雄信内駅間 (181.5 km) 。
- 安牛駅 (W69)：2021年（令和3年）3月13日廃止[報道 20][報道 21]。雄信内駅 - 南幌延駅間 (189.7 km) 。
- 南幌延駅 (W70)：2025年（令和7年）3月15日廃止[報道 25]。雄信内駅 - 幌延駅間 (191.6 km) 。
- 上幌延駅 (W71)：2021年（令和3年）3月13日廃止[報道 20][報道 21]。南幌延駅 - 幌延駅間 (194.6 km) 。
- 南下沼駅：2006年（平成18年）3月18日廃止[報道 6]。幌延駅 - 下沼駅間 (205.6 km) 。
- 徳満駅 (W75)：2021年（令和3年）3月13日廃止[報道 20][報道 21]。豊富駅 - 兜沼駅間 (220.9 km) 。
- 芦川駅：2001年（平成13年）7月1日廃止[8][25]。徳満（廃）駅 - 兜沼駅間 (226.6 km) 。
- 抜海駅 (W78)：2025年（令和7年）3月15日廃止[報道 25]。勇知駅 - 南稚内駅間 (245.0 km) 。

### かつて旅客駅だった信号場
- 豊清水信号場：旧・豊清水駅 (W58)。2021年（令和3年）3月13日旅客扱い廃止[報道 20][報道 21]。
- 雄信内信号場：旧・雄信内駅 (W68)。：2025年（令和7年）3月15日旅客扱い廃止[報道 25]。(183.7 km) 。

### 過去の接続路線
- 旭川駅：旭川市街軌道（旭川駅前停留場）- 1956年（昭和31年）6月9日廃止
- 旭川四条駅：旭川電気軌道東川線 - 1973年（昭和48年）1月1日廃止
- 士別駅：士別軌道 - 1959年（昭和34年）10月1日廃止
- 名寄駅：
  - 名寄本線 - 1989年（平成元年）5月1日廃止
  - 深名線 - 1995年（平成7年）9月4日廃止
- 美深駅：美幸線 - 1985年（昭和60年）9月17日廃止
- 音威子府駅：天北線 - 1989年（平成元年）5月1日廃止
- 問寒別駅：幌延町営軌道 - 1971年（昭和46年）7月3日廃止
- 幌延駅：羽幌線 - 1987年（昭和60年）3月30日廃止
- 南稚内駅：天北線 - 1989年（平成元年）5月1日廃止
- 稚内桟橋駅：稚泊連絡船 - 1945年（昭和20年）8月24日休止

## 宗谷トンネル計画
稚内市から先の宗谷海峡に海底トンネルを掘り、サハリンの鉄道と連絡させる構想があるが、推進しているのはほとんどロシア側のみであり、日本政府やJR北海道がこの計画をまともに取り上げたことはない。
また、当路線は「自社単独で維持することが困難な路線」とされているため、実現する見通しは全く立っていない。